# Atractus tamessari
Espèce
Atractus tamessari est une espèce de serpents de la famille des Dipsadidae.

## Répartition
Cette espèce est endémique du Guyana. Elle n'est connue que dans sa localité type située dans le parc national de Kaieteur à environ 500 m d'altitude.

## Description
Atractus tamessari mesure jusqu'à 400 mm.

## Étymologie
Son nom d'espèce lui a été donné en l'honneur de Michael Tamessar, retraité du département de Biologie à l'Université du Guyana.

## Publication originale
- Kok, 2006 : A new snake of the genus Atractus Wagler, 1828 (Reptilia: Squamata: Colubridae) from Kaieteur National Park, Guyana, northeastern South America. Zootaxa, no 1378, p. 19-35.